# Franciszek Ksawery Fuchs
Franciszek Ksawery Fuchs (ur. 3 grudnia 1798 w Lipniku k. Bielska, zm. 29 maja 1885 w Warszawie) – kupiec, przemysłowiec, Obywatel m. Warszawy, kawaler orderów.

## Życiorys

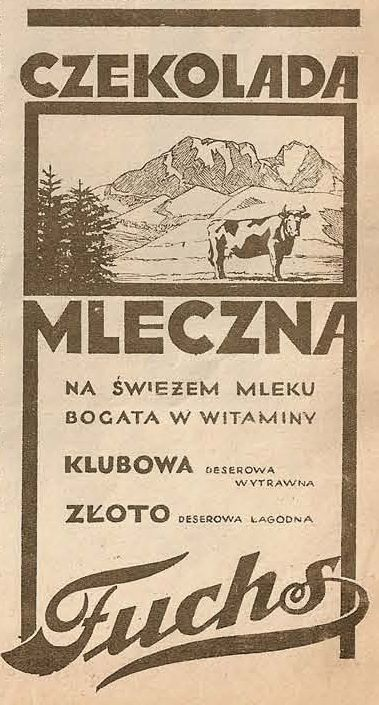
Reklama czekolad Fuchs (1931)

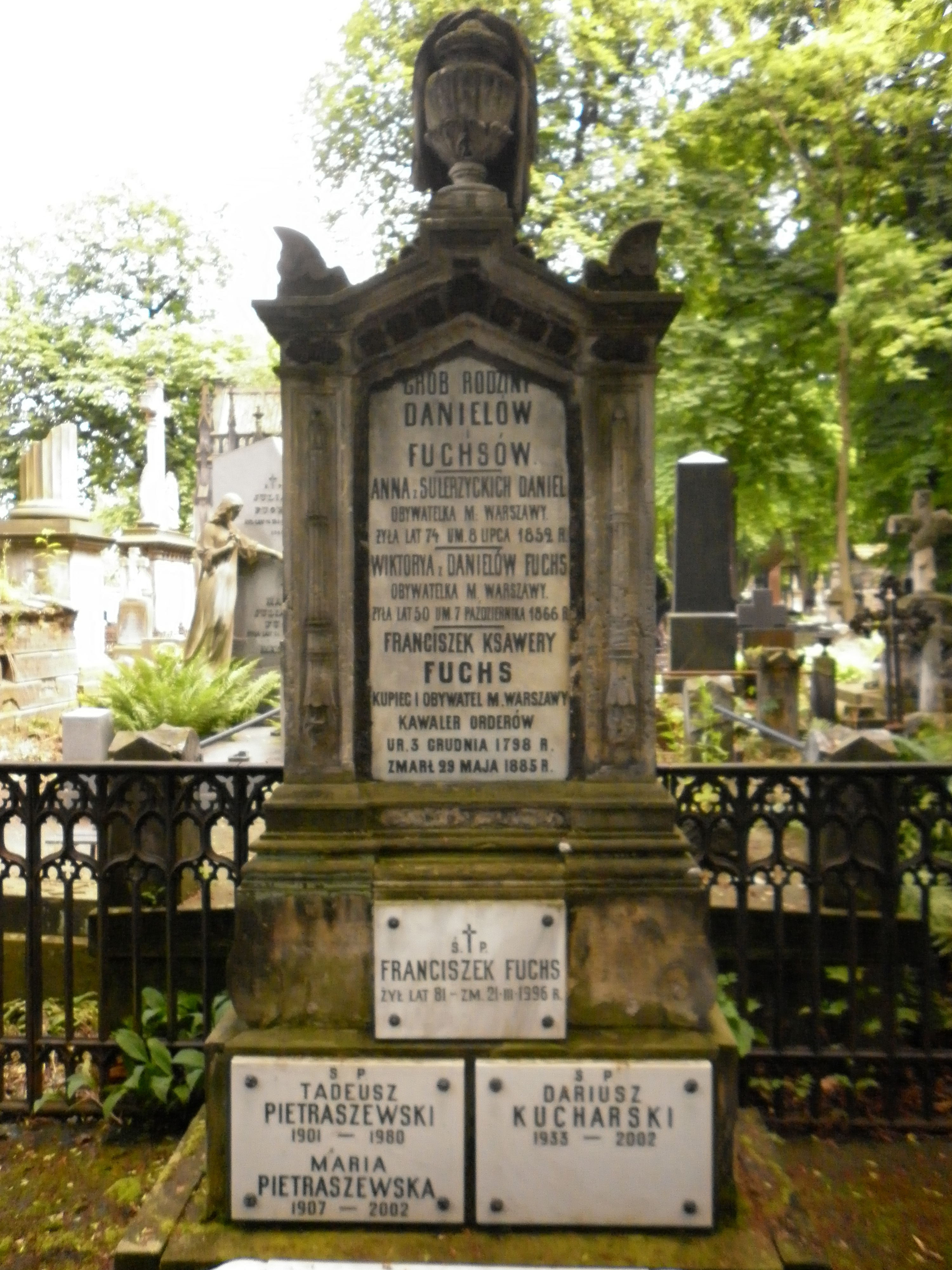
Grób Franciszka Fuchsa na cmentarzu Powązkowskim

Urodził się jako syn Jana i Tekli  Pedelek. Średnią szkołę handlową ukończył w Białej i tu też odbył praktykę kupiecką.
W 1829 założył w Warszawie fabrykę cukrów i czekolady pod nazwą „Dom Handlowo-Przemysłowy Franciszek Fuchs i S-ka”. Firma pierwotnie funkcjonowała jako sklep kolonialny przy ul. Miodowej 18, który z biegiem lat przekształcił się w hurtownię, palarnię kawy i zakład konfekcjonowania kawy, herbaty, oliwy i in. towarów zamorskich. Był założycielem pierwszej warszawskiej fabryki cukrów i czekolady, która istniała do 1947 i została upaństwowiona jako Zakłady Fuchs-Syrena.
Krótko po 1829 objął stanowisko radcy Banku Polskiego, sędziego Trybunału Handlowego i zastępcy Starszego Zgromadzenia Kupców m. Warszawy. Przyczynił się do powstania szkoły handlowej, która wykształciła całą generację kupców warszawskich. Był opiekunem społecznym wielu zakładów dobroczynnych na terenie Warszawy.
Został pochowany na cmentarzu Powązkowskim (25-VI-7).

## Życie prywatne
Żonaty z Wiktorią  Ewą z Danielów (1817-1866) w 1837 roku, z którą miał troje dzieci: Wiktorię Franciszkę (1839-1900), Franciszka Feliksa (1841-1915) i Juliana Józefa (1844-1915). Obydwaj oni byli współwłaścicielami fabryki i kontynuatorami dzieła ojca.